# Zié Ouattara
Zié Ouattara est un footballeur ivoirien né le 9 janvier 2000. Il joue au poste d'arrière droit à Vitória Guimarães.

## Biographie

### En club
Formé à l'ASEC Mimosas, il rejoint le Vitória Guimarães le 30 janvier 2018.

### En sélection
Avec les moins de 23 ans, il participe à la Coupe d'Afrique des nations moins de 23 ans en 2019. Lors de cette compétition organisée en Égypte, il est titulaire et joue cinq matchs. Il se met en évidence en délivrant une passe décisive lors de la finale perdue face au pays organisateur.
Il dispute ensuite avec la sélection olympique les Jeux olympiques d'été de 2020, organisés lors de l'été 2021 à Tokyo. Lors du tournoi olympique, il joue deux matchs. La Côte d'Ivoire s'incline en quart de finale face à l'Espagne, après prolongation.

## Palmarès
Côte d'Ivoire olympique
- Coupe d'Afrique des nations -23 ans :
  - Finaliste : 2019.